# KS 150
A KS 150 gázhűtéses, moderátorként nehézvizet (GCHWR) használó csehszlovák kísérleti atomreaktor. Egyetlen példányát a Bohunicei atomerőmű A1-es blokkjában helyezték üzembe 1972-ben. A reaktorblokk sorozatos baleseteket szenvedett, a legsúlyosabb az 1977. február 22-i INES-4-es besorolású baleset volt. 1979 óta az erőmű leszerelése folyik.

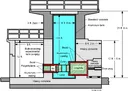
a reaktor rajza

A-1-es rajzon

## Története
1956-ban született döntés Csehszlovákiában atomerőmű építéséről. 
Az erőmű építése 1958-ban kezdődött a Nagyszombattól (Trnava) 10 km-re fekvő Jászlóapátszentmihályon (Jaslovské Bohunice). Az építés az 1960 évek elején jelentkezett gazdasági nehézségek miatt elhúzódott, az erőművi blokk csak 1970-re készült el, majd 1972. október 24-én helyezték üzembe és december 25-én kapcsolták rá a villamos hálózatra.
A kezdeti terv csak egy kutatóreaktor létrehozása volt, később ez módosult és egy kísérleti energiatermelő reaktor létrehozása volt a cél. Az A-1 építése Jaslovské Bohunice- ban (Nyugat- Szlovákia ) 1958-ban kezdődött, és váratlanul 16 évig tartott. Az A-1-et 1972. október 24-én helyezték üzembe 
A reaktorblokk részletes műszaki terveit a a Škoda Művek tervezőirodája készítette a Tyeploelektroprojekt vállalat leningrádi részlegével együttműködve. A KS 150 reaktort, valamint az erőművi blokk berendezéseit teljes egészében Csehszlovákiában gyártották a Škoda Műveknél. Az építmény generálkivitelezője a pozsonyi Hydrostav vállalat volt. A tervezés egyik előnye az volt, hogy a CANDU reaktorhoz hasonlóan Csehszlovákiában bányászott dúsítatlan uránt is lehetett használni.
Az erőmű kísérleti kialakítása miatt több mint 30 nem tervezett leállást okozó baleseteket szenvedett el. 1976. január 5-én két munkás meghalt a hűtőfolyadékként használt szén-dioxid szivárgása miatt. Tankolás közben „műszaki” (mechanikai?) hiba történt, és egy friss fűtőanyag kazettát lőttek ki a reaktorból a reaktor csarnokába. A legsúlyosabb baleset 1977-ből (lásd alább) INES 7 minősítést kapott. A károkat nagy beruházással meg lehetett volna javítani, de 1979. május 17-én a magas költségekkel, az alacsony teljesítménnyel és a balesetekkel elégedetlen kormány az üzem leállítása mellett döntött. A második A-2 reaktorblokk építésének terveit törölték.
A baleseteket titokban tartották, bár vad történetek keringtek a nyilvánosság körében.
Az A1 Atomerőmű összesen 19 261 órát üzemelt, 1 464 GWh-t termelt és 916 GWh-t szállított a hálózatba. Az elért maximális teljesítmény 127 MW volt.
Az erőmű leszerelése, dekontaminálása és leszerelése továbbra is folytatódik, és várhatóan 2033-ban fejeződik be 

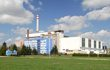
Jaslovské Buhonice 1977

Az A-1-es irányítóterme

## Műszaki jellemzői
A KS 150 egy nehézvízzel mérsékelt, gázhűtésű reaktor (HWGCR), amely üzem közben tankolható.
Hetven fém urándrót, amelyek mindegyike magnézium és berillium vegyülettel van bevonva, kötegelve fűtőanyag-rudat alkot.
A reaktor nyomástartó edénye 15 5,1 m átmérőjű, 20 m magasságú henger alakú, cm-es szénacél. A nyomástartó edényben (az aktív zónában) egy alumínium-magnézium-szilícium ötvözetből készült hengeres edény található a nehézvíz-moderátor számára. 
A tüzelőanyag-csatornák függőlegesek, mindegyikben egyetlen, keringő szén-dioxiddal hűtött tüzelőanyag-rudak találhatók. A mag túlnyomásos tartályban van, hogy lehetővé tegye az üzemanyag-utántöltést működés közben. A nehézvíz-moderátor hűtése külön körben történik.

Az elsődleges hűtőközegként használt szén-dioxid gázt áramoltatják az üzemanyagrudak körül. A rudak általi felfűtés után hat gőzfejlesztőhöz vezetik. A keletkező gőz három turbógenerátort működtet.

A-1-es építése

- Üzemanyag: dúsítatlan fémurán, 23,1 tonna a reaktorban.
- Mag: átmérője 3,56 m, magassága 4 m.
- Hűtőgáz a reaktorból való kilépéskor: nyomás 5,4 MPa (~54 atm), hőmérséklet 426 °C.
- Konverziós hatékonyság: 18,5%.
- Nehézvíz mérséklése: hőmérséklet 65 °C (max./kilépés 90 °C)
- Teljesítmény: 143 MWe.

## 1977-es baleset
1977. február 22-én, az üzemanyagcsere során emberi hibák és tervezési problémák együttese okozta Csehszlovákia történetének legrosszabb nukleáris balesetét. Néhány fűtőelem-rudat cseréltek, miközben a reaktor normál eljárással működött. Ebben az esetben azonban a rudakat borító páraelnyelőket nem távolították el, ami az üzemanyag helyi túlmelegedését okozta (mivel a hőátadás a hűtőközeggáz felé csökkent). Az aktív zóna megsérült, nehéz víz érintkezett a hűtőfolyadékkal, és mind a primer, mind a szekunder kör szennyeződött.
A balesetet a Nemzetközi Nukleáris Esemény Skála 4
-es osztályba sorolták (összehasonlításképpen a Three Mile Island-i balesetet 5-ös fokozattal értékelték).
Egy nehézvízzel mérsékelt szén-dioxiddal hűtött, 100 MW(e) teljesítményű reaktorban a fűtőelemek 25%-a megsérült kezelői hiba miatt. A kezelőknek nem sikerült eltávolítaniuk az új fűtőelembe esett szilikagél pelletet a sérült csomagból (nem volt lehetőség a fűtőelem belsejének ellenőrzésére, ezért csak a felülről került pellet eltávolításra). A szilikagél csomagokat arra használták, hogy a fel nem használt üzemanyagot a tárolás és szállítás során szárazon tartsák. A szilikagél pellet elzárta a hűtőfolyadék áramlását, ami az üzemanyag és az azt tartó nyomócsatorna túlmelegedését eredményezte. A túlmelegedés következtében a nehézvíz a reaktor azon részébe (a gázkörbe) szivárgott, ahol a fűtőelemek helyet kaptak, a tüzelőanyag burkolata korróziónak volt kitéve, és jelentős mennyiségű radioaktivitás szivárgott a primer hűtőkörbe (CO 2 gáz). ). A gőzkazánok szivárgása miatt (a MAGNOX vagy AGR üzemhez hasonló alapkialakítás) a szekunder kör egyes részei elszennyeződtek. 

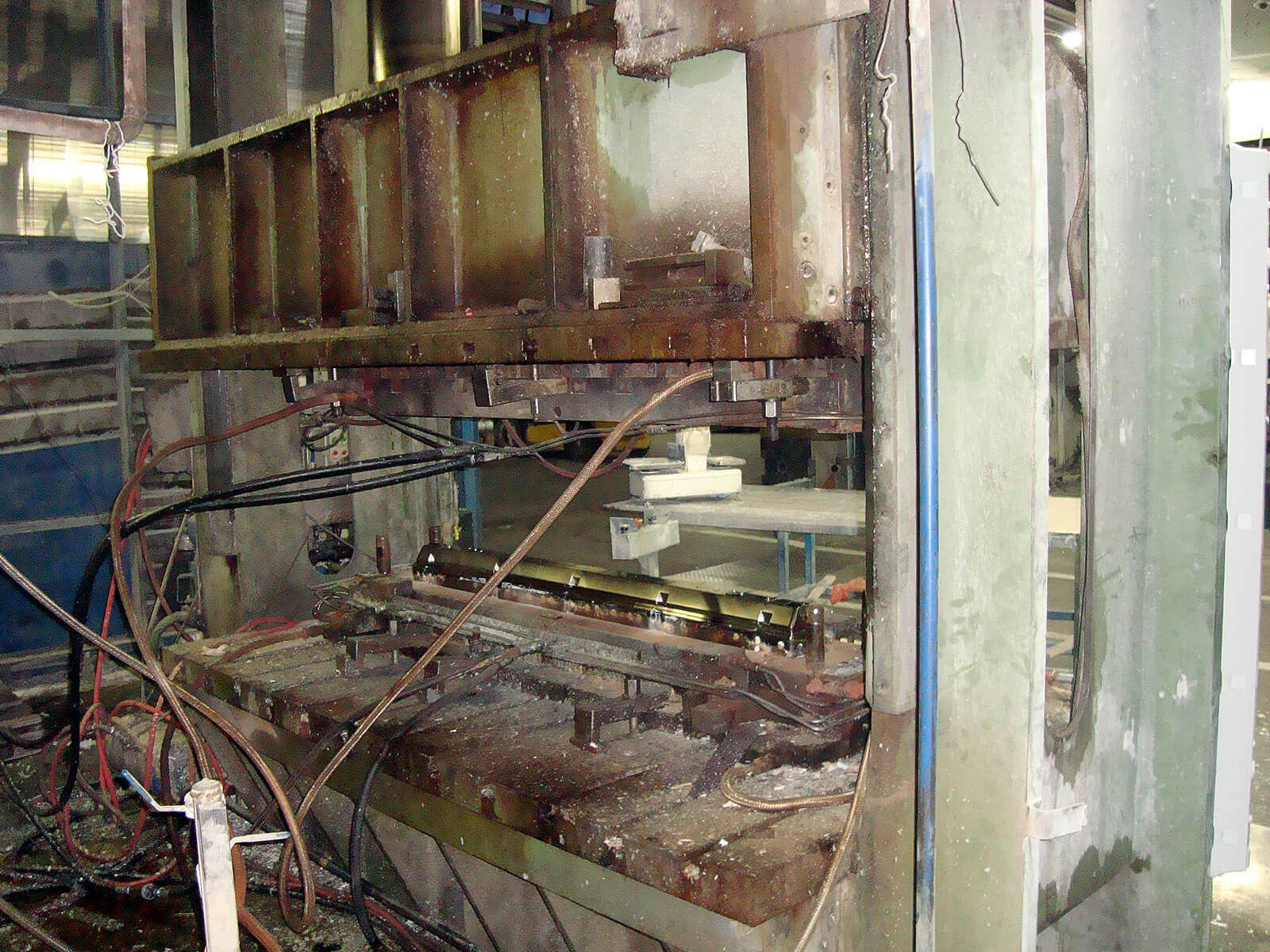
a meghibásodott szenzor leégése

A-1-es egyik rúdja

## Külső linkek
- Az A1-es atomerőmű története szlovákul
- Az A-1 atomerőmű részletes vázlata (Flash alapú; a futtatáshoz engedélyezni kell a nem biztonságos szkripteket)
- A KS-150 reaktor részletes vázlata (Flash alapú)
- A KS-150 reaktor részletes vázlata szlovákul (Flash-alapú; a futtatáshoz engedélyezni kell a nem biztonságos szkripteket)
- A reaktor leszerelése (részletes jelentés, PDF)